# Мартенс, Ронни
Ро́нни Ма́ртенс (фр. Ronny Martens, род. 22 декабря 1958, Бельгия) — бельгийский футболист, игравший на позиции нападающего. Серебряный призёр чемпионата Европы 1980 года в составе национальной сборной Бельгии.

## Игровая карьера
Родился 22 декабря 1958 года в городе Герардсберген. Воспитанник футбольной школы клуба «Эндрахт» (Дефтинге).
Во взрослом футболе начал выступать за «Андерлехт», за который дебютировал в чемпионате Бельгии в 1978 году. С «Андерлехтом» Мартенс выиграл Кубка обладателей кубков УЕФА 1977/1978 (не сыграл ни одного матча), Суперкубок УЕФА в 1978 году (вышел на замену вместо Руда Гелса в перерыве второго матча) и чемпионат Бельгии сезона 1980/1981 (сыграл в девяти матчах, в том числе в трёх в стартовом составе). За четыре года в «Андерлехте» сыграл в общей сложности 63 игры (52 — в чемпионате, 9 — в Кубке и два в еврокубках) и забил 18 голов (16 — в чемпионате и два в Кубке).
В 1981 году Ронни перешёл в «Беверен», за который провёл 82 игры в чемпионате и забил 34 гола, а также выиграл национальный титул в сезоне 1983/1984. В следующем сезоне Мартенс отправился в «Гент», где оставался в течение одного сезона, по результатам которого стал лучшим бомбардиром чемпионата сезона 1984/1985 с 23 голами в 34 играх.
В следующем году Мартенс перешёл в «Мехелен», где он оставался в течение двух сезонов, выиграв Кубок Бельгии в сезоне 1986/1987. В 1987 году Ронни вернулся в «Гент», где он забил 10 голов в сезоне 1987/1988 годов, и в следующем сезоне перешёл в «Моленбек», за который сыграл 11 раз, но не спас команду от вылета по итогам сезона 1988/1989.
В 1989 году, после 12 лет, проведённых в высшем бельгийском дивизионе, со 107 голами в более чем 200 матчах, Мартенс подписал контракт с клубом второго дивизиона «Бомом», где за сезон сыграл 22 матча и забил 5 голов, после чего завершил профессиональную игровую карьеру.
Мартенс также был участником чемпионата Европы 1980 года в составе сборной Бельгии, где его команда дошла до финала, но сам Ронни за всю свою карьеру так и не вышел на поле в форме национальной сборной.

## Достижения

### Командные
«Андерлехт»
- Чемпион Бельгии: 1980/1981
- Обладатель Кубка обладателей кубков УЕФА: 1977/1978
- Обладатель Суперкубка УЕФА: 1978

«Беверен»
- Чемпион Бельгии: 1983/1984
- Обладатель Суперкубка Бельгии: 1984

«Мехелен»
- Обладатель Кубка Бельгии: 1986/1987

Сборная Бельгии
- Чемпион Европы (до 18): 1977
- Вице-чемпион Европы: 1980

### Индивидуальные
- Лучший бомбардир чемпионата Бельгии: 1984/1985 (23 гола)